# Хроніка Гуру
Хроніка Гуру (рум. Cronica lui Huru) — це підроблене оповідання, вперше опубліковане у 1856—1857 роках. Твір претендував на те, щоб бути офіційною хронікою середньовічного молдавського двору та проливати світло на румунську присутність у Молдові від римської Дакії до XIII століття, таким чином пропонуючи пояснення проблемних питань, пов'язаних з походженням румунів та румунською історією в Темні віки. Оприлюднено та схвалено інтелектуалами-романтиками-націоналістами Георге Асачі (який редагував опубліковану версію) і Іона Геліаде Радулеску, вважалося, що це робота Пагарніка Костянтина Сіона (або іншого члена його родини) або Георге Саулеску, друга Асачі та його довічного співробітника.

## Зміст оповідання
Документ претендував на версію тексту XIII століття на основі інформації, вперше записаної певним Камподрода (Campoduxul Arbore) та відредагованої на середньовічну латинську Хуру, зображеному як канцлера засновника Молдови, принца Драгоша (який, як сказано у тексті, правив у період 1270—1280).
Остаточна версія стверджувала, що текст був переписаний за втручанням Спатара Кленау, члена двору Стефана Кленау, який правив близько 1270—1280 років). Остаточна версія, як стверджувалося, була транскрипцією хроніки Гуру завдяки втручанню Спатара Кленау, члена двору Штефана Великого (кінець XV ст.) Богдан Петрічейку Хасдеу, який вважав, що це «найдавніша молдавська хроніка», стверджував, що Штефан Великий знайшов версію Гуру у Львові, яке на той час входив до складу Ягеллонської Польщі, «під час пограбування палацу галицького магната».

## Вплив і значення
Хроніка Гуру була опублікована в останній період молдавської державності, за три роки до об'єднання країни з Валахією, після Кримської війни, в той час, коли два Дунайських князівства перебували під спільним захистом Сполученого Королівства Великої Британії та Ірландії, Другої Французької імперії, Пруссії, Королівства П'ємонт-Сардинія, Австрійської імперії та Російської імперії.
Після інтересу, викликаного очевидним проривом документа, князь Григоре Александру Гіца наказав оцінити документ комісією експертів (у складі Михайла Когелнічану, Августа Требоніу Лауріана та Костянтина Негруцці). Останній повідомив, що хроніка є підробкою, в той час, як прихильники хроніки стверджували, що оригінал був втрачений.